# Бронетанковые войска Израиля

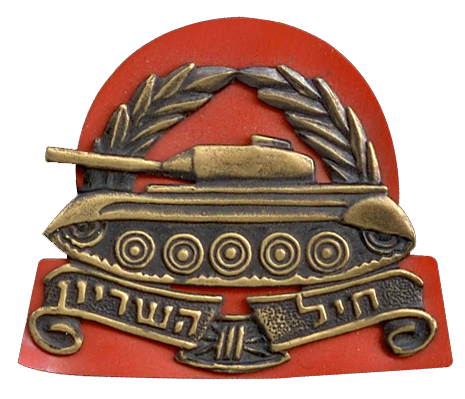
Знак бронетанковых войск Израиля на головной убор

Бронетанковые войска Израиля (ивр. חיל השריון‎) — род войск в составе сухопутных войск Армии обороны Израиля (начиная с 1998 года). 
Бронетанковый корпус является основным маневренным родом войск Израиля и в базируется на основных боевых танках. В бронетанковые войска входят несколько регулярных и резервных бригад и подразделений, которые оперативно управляются в составе региональных дивизий Армии обороны Израиля. Действующий начальник бронетанковых войск Израиля — бригадный генерал Хишаам Ибрагим.

## История
Бронетанковые войска Израиля начали своё существование еще в войне за независимость, сначала как бронетехническое подразделение Пальмаха, созданное 24 февраля 1948 года и возглавляемое Ицхаком Саде. 24 мая Ицхак Саде был назначен главой 8-й бригады, которая стала первой бронетанковой бригадой в создаваемой израильской армии.

## Вооружение
Основная статья: Список танков Армии обороны Израиля
В первые дни своего существования Армия обороны Израиля не закупала основные и специальные танки упорядоченным образом, а собирала все возможные для покупки устаревшие танки из-за политических ограничений и неопытности новорожденной армии. В результате возникла проблемная ситуация с многочисленными моделями танков. Широкий диапазон танков затруднял их обслуживание и вооружение и вызывал проблемы с совместным использованием всех танков в боевых подразделениях.
До времени операции «Кадеш» единственным основным танковым типом бронетанковых войск был Шерман (позднее улучшенный до Супер-Шермана), экипаж которого состоял из пяти танкистов (командир, наводчика орудия, заряжающий, водитель и механик). Ко времени Синайской кампании на вооружение поступили французские легкие танки AMX-13, которые сильно помогли десантникам в битве при Митле. Эти две модели были выведены из эксплуатации после Шестидневной войны. Перед Шестидневной войной на вооружение также поступили американские танки M48 Patton и британские Центурионы.
После Шестидневной войны Армия обороны Израиля начала закупать танки «Магах» на основе американских танков M48 и M60, которые для арабских армий уже считались устаревшими, так как арабские армии к этому времени начали приобретать танки Т-62.
Бронетанковая бригада состоит из 3 танковых батальонов и частей боевого и тылового обеспечения. По штату в бригаде 102 танка, в батальоне 33 танка, в роте 10 танков (4 взвода по 2 танка).
| - «Кромвель» - один из первых танков АОИ в войне за независимость - М50 Шерман с французской пушкой CN 75-50 - «Шот» — модернизированный британский Центурион - Тиран 4 - трофейный модифицированный советский Т-54 - Магах модернизированный M60 c динамической защитой - «Меркава Mk.1» - спроектированный и разработанный Израилем танк, принявший участие в Ливанской войне. - «Меркава Mk.3-Баз» с системой управления стрельбой «Барак Зоэр» - «Меркава Mk.4» с системой активной защиты «Трофи» |

## Формирования
| Бронетанковые бригады | Бронетанковые бригады | Бронетанковые бригады | Бронетанковые бригады | Бронетанковые бригады | Бронетанковые бригады                                                           |
| Эмблема               | Название              | Номер                 | Дивизия               | Военный Округ         | Комментарии                                                                     |
| --------------------- | --------------------- | --------------------- | --------------------- | --------------------- | ------------------------------------------------------------------------------- |
| Регулярные бригады    |                       |                       |                       |                       |                                                                                 |
|                       | Саар ми-Голан         | 7                     | Гааш                  | Северный округ        | Бригада оснащена танками «Меркава Mk.4»                                         |
|                       | Барак                 | 188                   | Гааш                  | Северный округ        | Бригада оснащена танками «Меркава Mk.3-Баз» (Барак Зоэр)                        |
|                       | Иквот ха-Барзель      | 401                   | Ха-Плада              | Южный округ           | Бригада оснащена танками «Меркава Mk.4»                                         |
| Учебная бригада       |                       |                       |                       |                       |                                                                                 |
|                       | Бней Ор               | 460                   | Эдом                  | Южный округ           | Бригада оснащена танками «Меркава Mk.4» и «Меркава Mk.3»                        |
| Резервные бригады     |                       |                       |                       |                       |                                                                                 |
|                       | Кирьяти               | 4                     | Ха-Мапац              | Северный округ        | Бригада оснащена танками «Меркава Mk.4»                                         |
|                       | Ха-Закан              | 8                     | Ха-Галиль             | Северный округ        | Бригада оснащена танками «Меркава Mk.3»                                         |
|                       | Харель                | 10                    | Синай                 | Южный округ           | Бригада оснащена танками «Меркава Mk.2»                                         |
|                       | Ха-Махац              | 14                    | Синай                 | Южный округ           | Бригада оснащена танками «Меркава Mk.3»                                         |
|                       | Реэм                  | 37                    | Ха-Плада              | Южный округ           | Бригада оснащена танками «Меркава Mk.3-Баз» (Барак Зоэр)                        |
|                       | Эгроф ха-Барзель      | 205                   | Ха-Мапац              | Северный округ        | Бригада оснащена танками «Меркава Mk.3-Баз» (Барак Зоэр)                        |
|                       | Ифтах                 | 434                   | Ха-Башан              | Северный округ        | Бригада оснащена танками «Меркава Mk.3-Баз» (Барак Зоэр)                        |
|                       | Маркевот ха-Плада     | 847                   | Идан                  | Центральный округ     | Бригада оснащена танками «Меркава Mk.2» (в процессе перевода на «Меркава Mk.4») |

## Обучение
Все новобранцы должны иметь медицинский профиль не ниже 72. Сначала курсанты проходят восьминедельную базовую подготовку, которая классифицируется как уровень 04 в системе тиронута. Они обучаются владению легким оружием, полевым тренировкам, оказанию первой помощи и физической подготовке.
После того, как солдаты бронетанковых войск заканчивают свою срочную службу, они переходят в ведение резервистских частей. Активные резервисты в бронетанковых войсках посещают учения один раз в год.